# Huna bar Natan

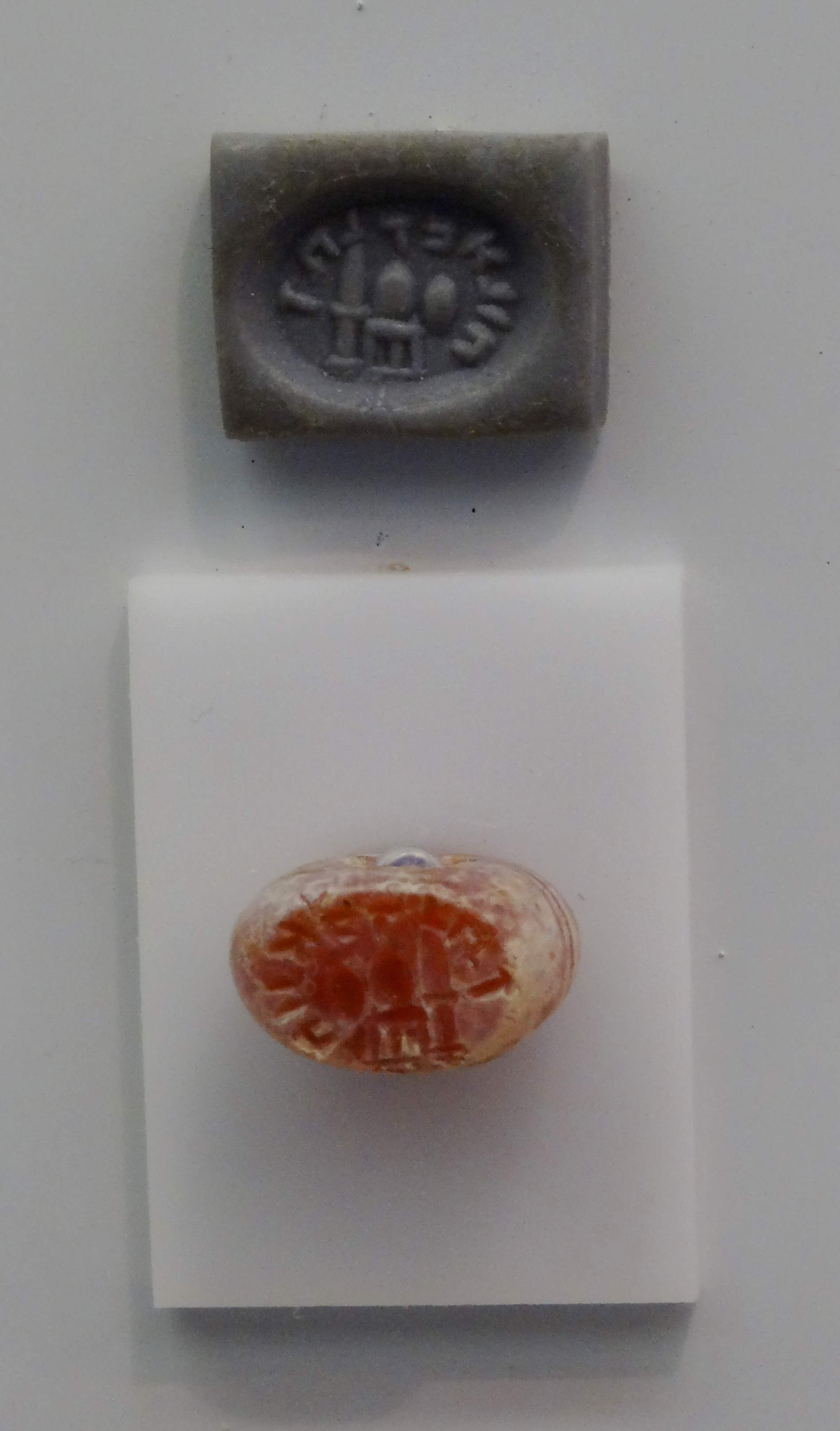
Siegel von Huna bar Natan

Huna bar Natan (auch Huna ben Natan) war ein babylonischer Amoräer der 6. Generation und lebte und wirkte im 4. und 5. Jahrhundert n. Chr.
Er war ein Schüler Rab Papas und Amemars und, abgesehen von seinem Freund Aschi, der die anerkannte Führungspersönlichkeit der Diaspora war, die bedeutendste Persönlichkeit seiner Zeit.
Huna war sehr wohlhabend und verfügte über Beziehungen zum persischen Hof, wo er in hohem Ansehen stand. Trotz seiner großen Gelehrsamkeit und der ihm zuteil gewordenen äußeren Ehren hat er nie den Vorrang Aschis als rabbinischer Führer in Zweifel gezogen.
Gemäß Scherira war Huna Exilarch zu Lebzeiten Aschis.